# Football Club Esperia Viareggio 2011-2012
Questa voce raccoglie le informazioni riguardanti il Football Club Esperia Viareggio nelle competizioni ufficiali della stagione 2011-2012.

## Stagione
Stagione a doppia faccia: dalla sofferenza alla gioia. Il Viareggio parte malissimo: il nuovo allenatore Maurizi viene esonerato dopo 5 giornate. Ultimo posto e ancora nessuna rete fatta agli avversari. Si cerca una soluzione interna chiamando il condottiero Francesco Bertolucci, sempre pronto a dare una mano. Non tutti i problemi sono risolti soprattutto in attacco. Dal mercato invernale arriva Simone Zaza, che insieme a Nicolò Brighenti e Bruno Martella faranno carriera anche in club di serie superiore.
La svolta avviene a metà febbraio, quando la società chiama in panchina Stefano Cuoghi, che stravolge la squadra, anche adoperando soluzioni ardite nel cambiare ruolo ad alcuni giocatori. I bianconeri sono più brillanti e ottengono vittorie importanti. 
Non riescono ad ottenere la salvezza diretta per un solo punto dalla Tritium e dal Como, a pari merito, ma è salvo per migliore differenza reti generale.
Anche questo anno Le Zebre saranno costrette a ricorrere ai play-out contro il Monza di Clarence Seedorf.
Vittoria al Brianteo in Brianza e spettacolare partita al Bresciani: il Viareggio dilaga per 4-1. E' salvezza!

## Rosa
| N. |                   | Ruolo | Calciatore          |
| -- | ----------------- | ----- | ------------------- |
|    | Italia (bandiera) | C     | Luca Berardocco     |
|    | Italia (bandiera) | D     | Nicolò Brighenti    |
|    | Italia (bandiera) | C     | Matteo Calamai      |
|    | Italia (bandiera) | D     | Sergio Carnesalini  |
|    | Italia (bandiera) | A     | Alessandro Cesarini |
|    | Italia (bandiera) | D     | Diego Conson        |
|    | Italia (bandiera) | C     | Alessio Cristiani   |
|    | Italia (bandiera) | A     | Denis D'Onofrio     |
|    | Italia (bandiera) | D     | Alessandro Elia     |
|    | Italia (bandiera) | D     | Lorenzo Fiale       |
|    | Italia (bandiera) | P     | Massimo Gazzoli     |
|    | Italia (bandiera) | D     | Andrea Grieco       |
|    | Italia (bandiera) | D     | Walter Guerra       |
|    | Italia (bandiera) | D     | Fabio Lamorte       |
|    | Italia (bandiera) | C     | Giacomo Lepri       |

| N. |                     | Ruolo | Calciatore             |
| -- | ------------------- | ----- | ---------------------- |
|    | Italia (bandiera)   | C     | Rosario Licata         |
|    | Italia (bandiera)   | C     | Dario Maltese          |
|    | Italia (bandiera)   | D     | Bruno Martella         |
|    | Italia (bandiera)   | P     | Giorgio Merlano        |
|    | Italia (bandiera)   | D     | Luigi Monopoli         |
|    | Slovenia (bandiera) | A     | Uroš Palibrk           |
|    | Italia (bandiera)   | D     | Eros Pellegrini        |
|    | Italia (bandiera)   | C     | Samuele Pizza          |
|    | Italia (bandiera)   | P     | Mirko Ranieri          |
|    | Italia (bandiera)   | A     | Filippo Maria Scardina |
|    | Italia (bandiera)   | D     | Federico Sorbo         |
|    | Italia (bandiera)   | C     | Giovanni Taormina      |
|    | Italia (bandiera)   | C     | Pierangelo Tarantino   |
|    | Italia (bandiera)   | A     | Simone Zaza            |

## Risultati

### Play-out
Partite
| Monza 20 maggio 2012, ore 16:00 CEST andata                                            | Monza      | 0 – 1         | Viareggio | Stadio Brianteo |
| \| \| \| \| \| \| Marcatori \| 82’ D'Onofrio \| \| Monguzzi \| Allenatori \| Cuoghi \| |            |               |           |                 |
|                                                                                        |            |               |           |                 |
|                                                                                        | Marcatori  | 82’ D'Onofrio |           |                 |
| Monguzzi                                                                               | Allenatori | Cuoghi        |           |                 |

| Arbitro: | Maresca (Napoli) |

|                                                |            |                 |
| 24’ Cristiani 35’ Zaza 53’ Zaza 79’ Pellegrini | Marcatori  | 11’ Lewandowski |
| Cuoghi                                         | Allenatori | Monguzzi        |